# Tripodichthys
Tripodichthys is een geslacht van straalvinnige vissen uit de familie van driestekelvissen (Triacanthidae).

## Soorten
- Tripodichthys angustifrons (Hollard, 1854)
- Tripodichthys blochii (Bleeker, 1852)
- Tripodichthys oxycephalus (Bleeker, 1851)